# 에드워드 즈윅
에드워드 즈윅(Edward Zwick, 1952년 10월 8일 ~ )은 미국의 영화 감독, 영화 제작자, 영화 각본가이다.

## 작품 목록

### 영화
| 연도 | 제목                 | 원제                        | 연출   | 제작   | 각본   |
| ---- | -------------------- | --------------------------- | ------ | ------ | ------ |
| 1986 | 어젯밤에 생긴 일     | About Last Night            | 예     | 아니요 | 아니요 |
| 1989 | 영광의 깃발          | Glory                       | 예     | 아니요 | 아니요 |
| 1992 | 여자의 선택          | Leaving Normal              | 예     | 아니요 | 아니요 |
| 1994 | 가을의 전설          | Legends of the Fall         | 예     | 예     | 아니요 |
| 1996 | 커리지 언더 파이어   | Courage Under Fire          | 예     | 아니요 | 아니요 |
| 1998 | 비상 계엄            | The Siege                   | 예     | 예     | 예     |
| 2003 | 라스트 사무라이      | The Last Samurai            | 예     | 예     | 예     |
| 2006 | 블러드 다이아몬드    | Blood Diamond               | 예     | 예     | 아니요 |
| 2008 | 디파이언스           | Defiance                    | 예     | 예     | 예     |
| 2010 | 러브 & 드럭스        | Love & Other Drugs          | 예     | 예     | 예     |
| 2014 | 세기의 매치          | Pawn Sacrifice              | 예     | 예     | 아니요 |
| 2016 | 잭 리처: 네버 고 백  | Jack Reacher: Never Go Back | 예     | 아니요 | 예     |
| 2016 | 그레이트 월          | The Great Wall              | 아니요 | 아니요 | 원안   |
| 2017 | 어쌔신: 더 비기닝    | American Assassin           | 아니요 | 아니요 | 예     |
| 2018 | 트라이얼 바이 파이어 | Trial by Fire               | 예     | 예     | 아니요 |